# دانکوویچه
دانکوویچه (به صربی: Dankoviće) یک منطقهٔ مسکونی در صربستان است که در کورشوملیا واقع شده‌است. دانکوویچه ۲۳۲ نفر جمعیت دارد.